# Gisozi
Gisozi är en kommun i Burundi. Den ligger i provinsen Mwaro, i den centrala delen av landet, 30 kilometer sydost om Burundis största stad Bujumbura.